# キャッツ・シアター

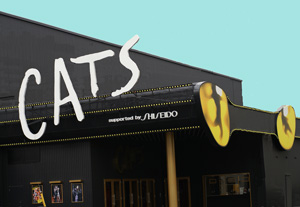
東五反田のキャッツ・シアター

キャッツ・シアター（CATS THEATER）は、劇団四季の『ミュージカル・CATS』を上演するために設置された劇場。
この項目では2004年から2009年まで東京都品川区東五反田にあった「キャッツ・シアター」、2009年から2012年まで神奈川県横浜市西区高島一丁目にあった「キヤノン・キャッツ・シアター」（CANON CATS THEATER）の両劇場について併記する。

## 概要

### キャッツ・シアター（東京）

#### キャッツ・シアター（五反田）
劇団四季が『ミュージカル・CATS』を上演するための仮設の劇場として、品川区東五反田に設置された。敷地面積は3,389 m2。2004年11月11日にオープンし、古代ギリシャの円形劇場のような形をしていた。1階最後列まで約16 m、2階最前列までは約13.5 m、2階最後列までは約16.5 mである。客席数は約1,200席（1階約770席・2階席約430席）。現在の敷地の借地契約が切れることから、2009年4月19日が千秋楽となる予定であったが、関係各所との交渉もあってゴールデンウィークまで延長され5月3日で千秋楽を迎えた。2009年5月3日までの公演回数は1,563回、総入場者数は177万人に及んだ。

#### キャッツ・シアター（大井町）
2018年より、品川区広町にある積水ハウスミュージカルシアター 四季劇場［夏］に隣接する形で設置され、8月11日に上演開始。大井町地区の再開発に伴い、2021年6月20日に閉館。

##### アクセス
JR東日本京浜東北線・東急大井町線・東京臨海高速鉄道りんかい線大井町駅より徒歩約5分。積水ハウスミュージカルシアター 四季劇場［夏］と隣接。

### キヤノン・キャッツ・シアター（横浜）
前節の東京公演が千秋楽を迎えた2009年には横浜市のみなとみらい地区（57街区）に同様の劇場が建設された。横浜港開港150周年を迎える記念イベントとして招致されたものである。劇団四季のスポンサーであるキヤノンの名を冠した「キヤノン・キャッツ・シアター」（CANON CATS THEATER）と命名、11月11日から公演を開始した。座席数は約1,100席。その後3年間上演されて、横浜公演は2012年11月11日に千秋楽を迎えた。

#### 横浜キャッツ
前述の通り2009年11月11日に開幕した。開幕時のキャストは以下の通りである。
- グリザベラ（早水小夜子）
- ジェリーロラム＝グリドルボーン（秋夢子）
- ジェニエニドッツ（磯津ひろみ）
- ランペルティーザ（谷口あかり）
- ディミータ（団こと葉）
- ボンバルリーナ（西村麗子）
- シラバブ（五所真理子）
- タントミール（高倉恵美）
- ジェミマ（金平真弥）
- ヴィクトリア（千堂百慧）
- カッサンドラ（蒼井蘭）
- オールドデュトロノミー（種井静夫）
- アスパラガス＝グロールタイガー／バストファージョーンズ （村俊英）
- マンカストラップ（芝清道）
- ラム・タム・タガー（阿久津陽一郎）
- ミストフェリーズ（松島勇気）
- マンゴジェリー（川東優希）
- スキンブルシャンクス（岸佳宏）
- コリコパット（入江航平）
- ランパスキャット（桧山憲）
- カーバケッティ（松永隆志）
- ギルバート（龍澤虎太郎）
- マキャヴィティ（金久烈）
- タンブルブルータス （川野翔）

### 歴史
当劇場は仮設劇場であり、上記の他にも公演に合わせて各地に建設されている。詳細に関しては、「キャッツ（日本での公演）」を参照のこと。

## ギャラリー

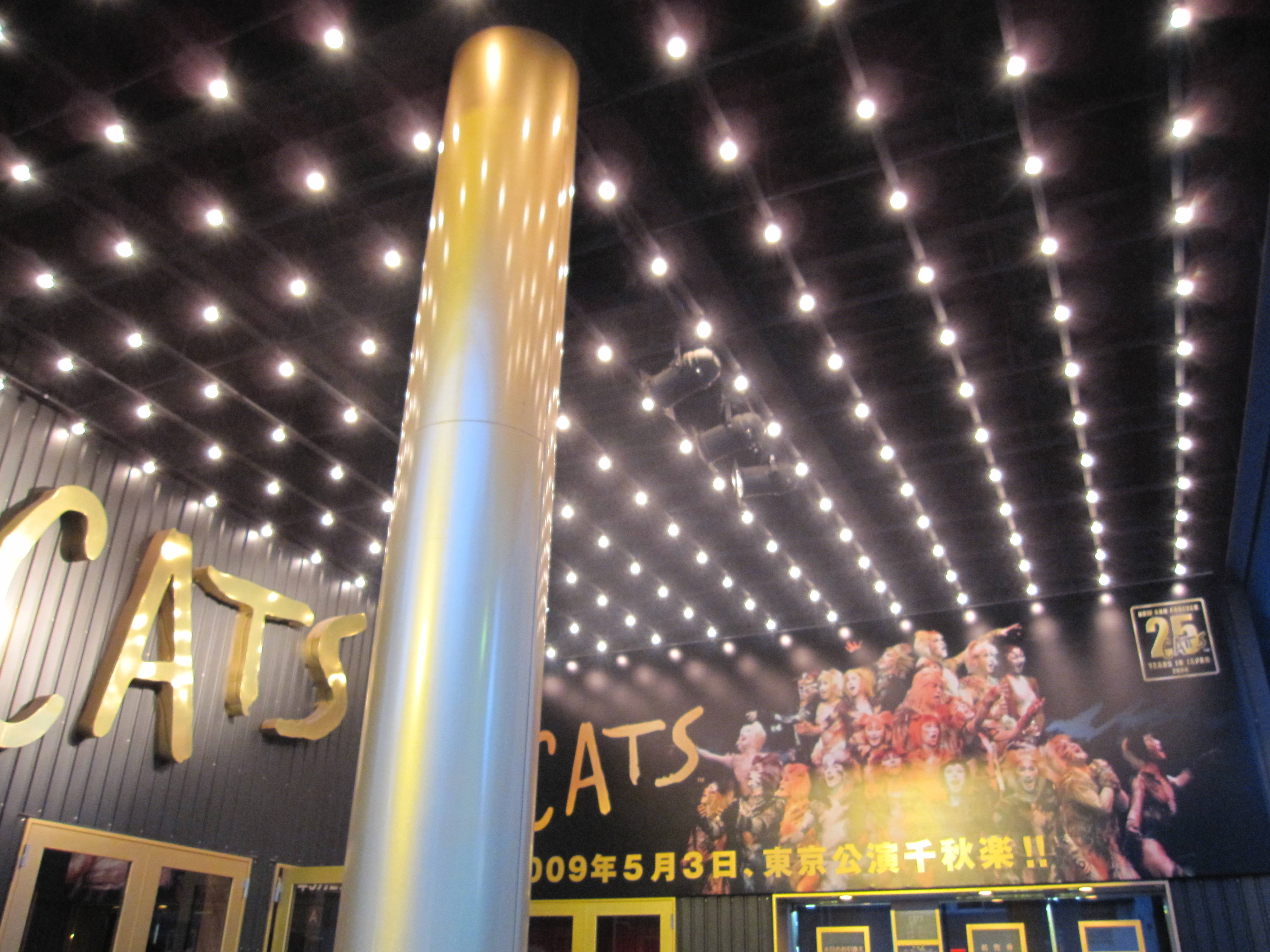
東京キャッツシアター内部
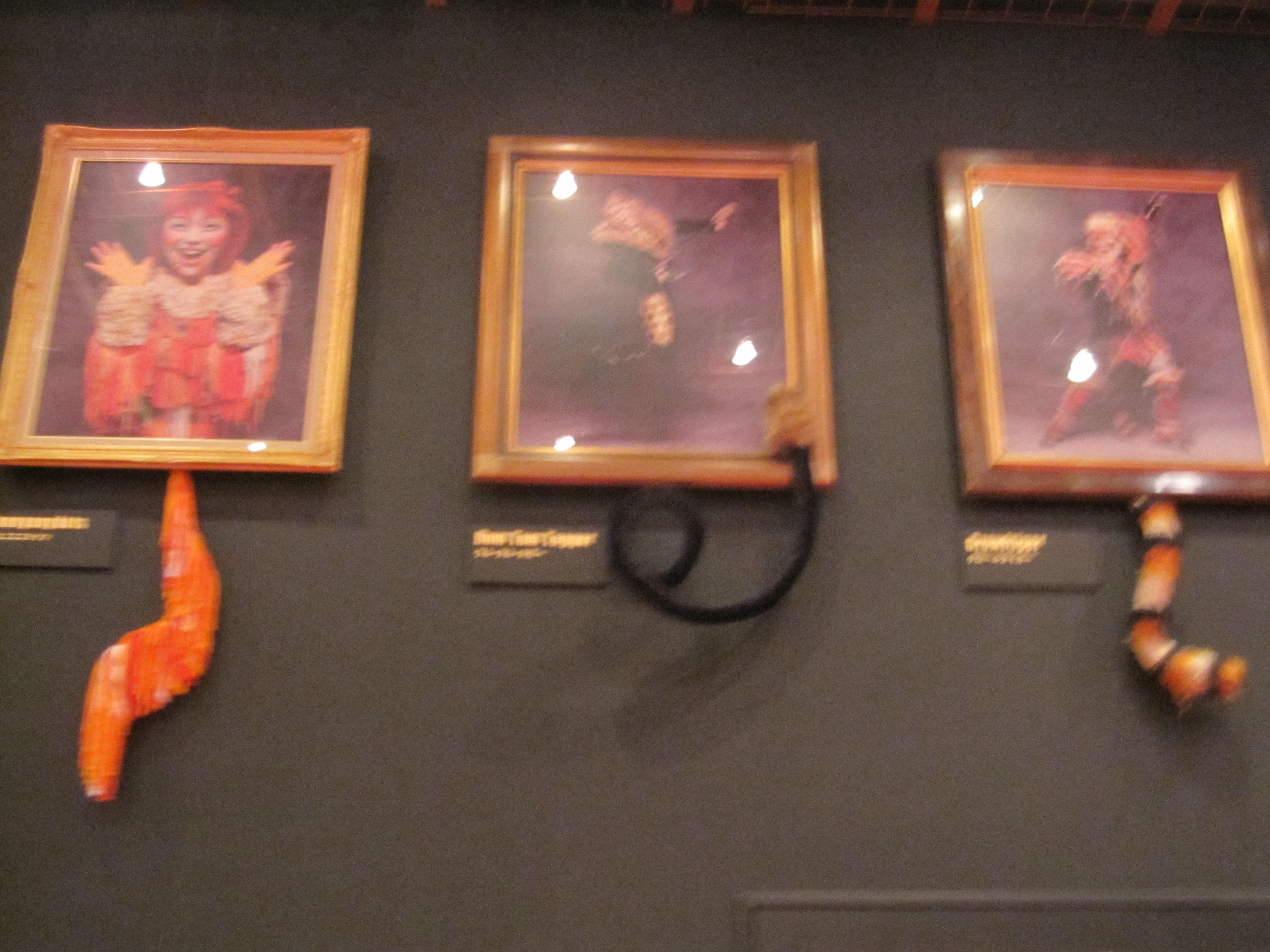
東京シアター壁画